# Jenny Don't Be Hasty
Jenny Don't Be Hasty è un singolo del cantautore britannico Paolo Nutini, pubblicato il 25 settembre 2006 come secondo estratto dal primo album in studio These Streets.
La canzone è stata scritta da Nutini e Jimmy Hogarth, e prodotta da Ken Nelson.

## Tracce
CD-Single Atlantic 5051011 6163 5 8 (Warner) / EAN 5051011616358
1. Jenny Don't Be Hasty – 3:29
2. January – 3:15

## Classifiche
| Classifica (2007) | Posizione massima |
| ----------------- | ----------------- |
| Australia         | 40                |
| Paesi Bassi       | 69                |
| Svizzera          | 56                |
| Regno Unito       | 20                |